# 阊门

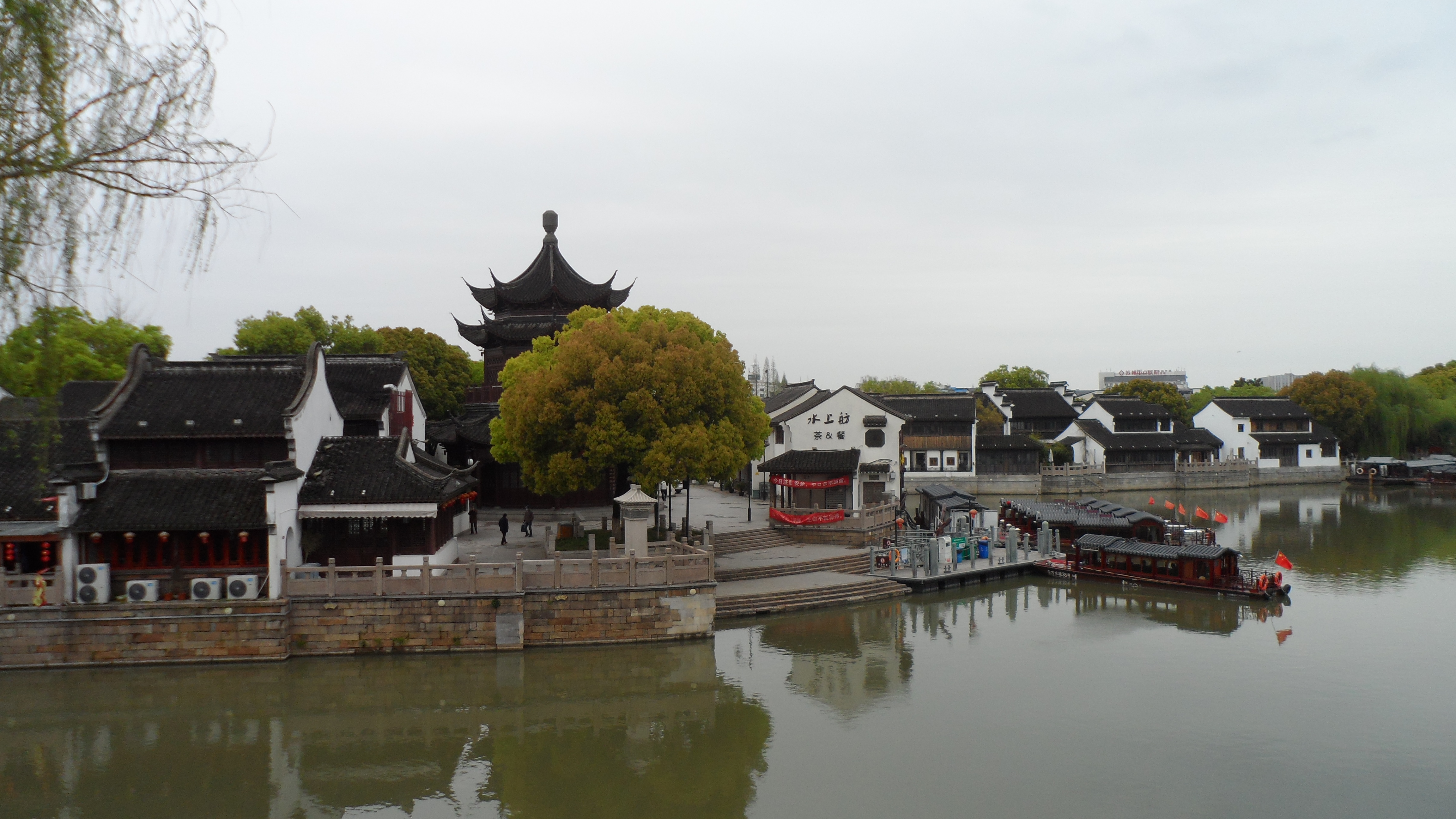
阊门码头

阊门，俗稱吳門，原是吳中（苏州）西北面的一个城门，特别以附近一带曾经繁华盖世的商业区著称。

## 阊门本身
阊门始建于春秋时期，是阖闾大城的八门之一。以传说天门中的阊阖得名。
前506年，这里是孙武、伍子胥等率吴军伐楚的出发地和凯旋地。从此阊门亦号破楚门。
明清时期，阊门是带有瓮城的水陆城门。陆城门东西两道城门，还有南、北两个童梓门。门外有吊桥，门内就是阊门大街（今西中市）。南童梓门通今南新路，北童梓门通北码头。水城门在陆城门以北，跨下塘街河。门外有聚龙桥。
1934年阊门仿金门（蘇州另一城門）改建罗马式城门，三个门洞，中为车行道，两侧人行道。1958年大跃进运动中，阊门被拆除，城砖用于建造大炼钢铁的土高炉。2006年，苏州市人民政府重建了古阊门，恢复其昔日风貌。

## 繁华盖世的商业区

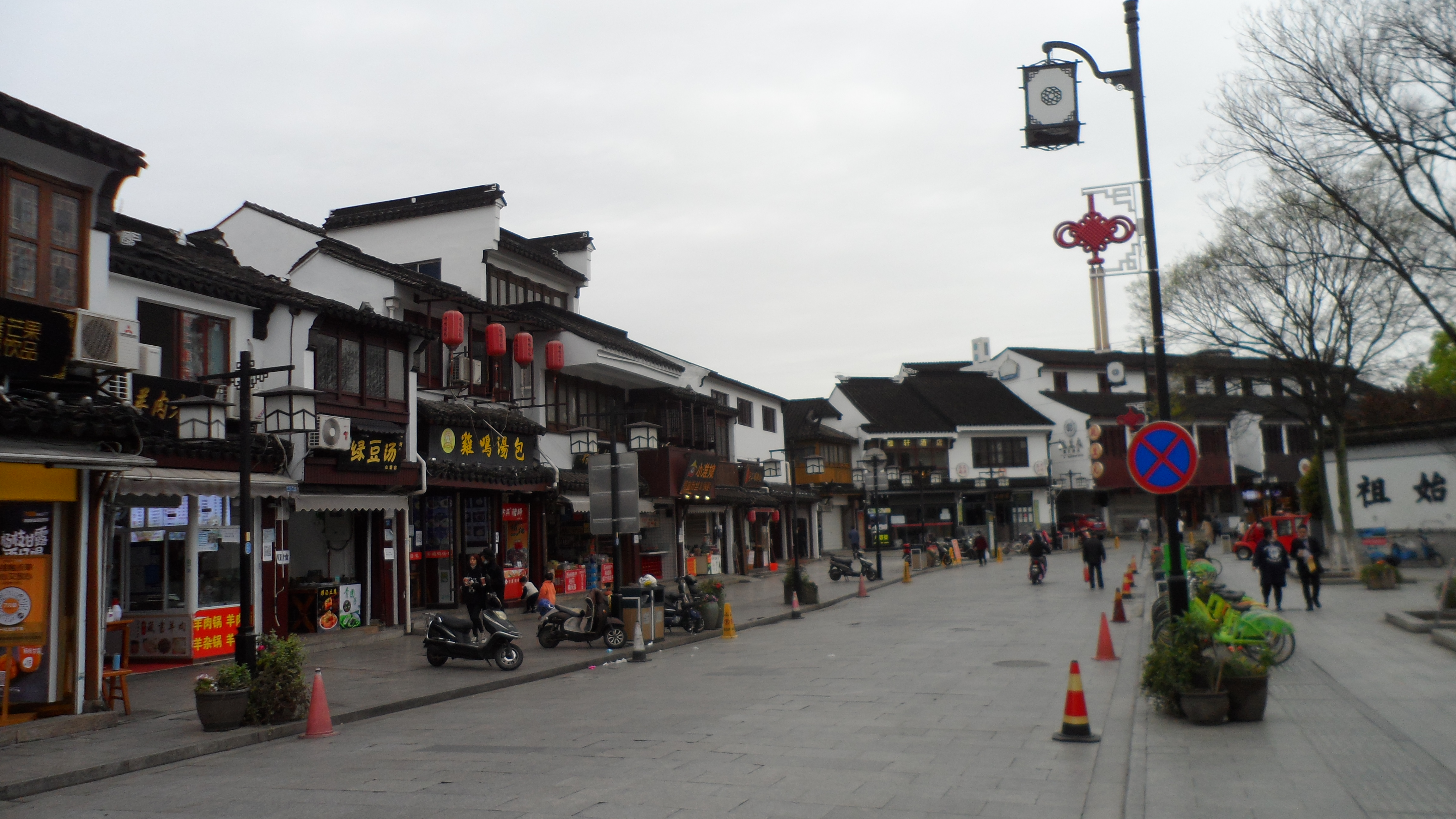
阊门历史文化街

阊门享有盛名更重要的原因，还是因为明清时期这一带曾经是全中国最繁盛的商业街区。
包括城外呈放射状的南濠街（今南浩街）、上塘街和山塘街，以及城内的阊门大街（今西中市）。与这些街道平行，又有外城河、内城河、上塘河（京杭大运河古河道）、山塘河（通往虎丘）、中市河分别从五个方向汇聚于此。清代乾隆年间的名画《姑苏繁华图》表现了当时阊门至枫桥的十里长街，万商云集的盛况。当时这里各种店铺多达数万家，各行各业应有尽有，各省会馆纷列期间。清朝的孙嘉淦在《南游记》里这样描述阊门：“居货山积，行人流水，列肆招牌，灿若云锦。”《红楼梦》开篇就说“阊门最是红尘中一二等富贵风流之地。”明代唐寅的诗作《阊门即事》写道：“世间乐土是吴中，中有阊门更擅雄。翠袖三千楼上下，黄金百万水西东。五更市卖何曾绝，四远方言总不同。若使画师描作画，画师应道画难工。”
阊门也因此成为当时苏州的代名词。

## 移民
在明初的洪武赶散事件中，苏南人口曾大规模迁徙至苏北，现在苏北人的家谱多记载其祖籍来自苏州阊门。

## 庚申之劫
1860年5月，太平天国忠王李秀成攻打苏州。江苏巡抚徐有壬和总兵马德昭接连颁布三道命令，烧毁城外商业区，以巩固城防：“首令民装裹，次令迁徙，三令纵火”。于是曾经繁华盖世的阊门商业区，直到枫桥寒山寺，转眼之间化为灰烬，数十万苏州市民逃往上海租界。时人曾作《姑苏哀》：“清军十万仓皇来，三日城门闭不开。抚军下令烧民屋，城外万户成寒灰。健儿应募尽反颜，弃甲堆积如丘山。”
此后，太平天国重新盖造房屋，但是仅仅恢复了山塘街，使之成为苏州城门外唯一的商业街。
清朝收復蘇州后，苏州的经济中心地位已经为上海所取代，所以阊门商业区只有小规模的恢复，其地位甚至不及城内的观前街。